# 港陽監査法人
港陽監査法人（こうようかんさほうじん）は、日本の監査法人。神奈川県横浜市中区に所在していた。2006年6月に解散。

## 沿革
- 1998年 - 設立
- 2006年3月30日 - 証券取引等監視委員会が、ライブドアの粉飾を知りつつ監査報告書を出していたとして、港陽監査法人の代表社員の久野太辰と元代表社員の小林元を証券取引法（現・金融商品取引法）違反）（有価証券報告書の虚偽記載）の疑いで東京地検に刑事告発。
- 2006年3月31日 - ライブドアを担当していた久野太と小林の2人が証券取引法違反（有価証券報告書の虚偽記載）罪で東京地検特捜部に在宅起訴される。

同日、港陽監査法人は久野太辰被告が在宅起訴されたことを受け、代表社員から除名したとのコメントを発表。
- 2006年6月に自主解散。

## ライブドア事件との関連
証券取引法違反等に関する一連の事件が発生した、ライブドアの監査を担当していた同法人は2006年6月末をもって解散すると発表した。粉飾決算疑惑という重大な問題を見逃したとして、港陽との監査契約を解消する企業が相次いだことが要因とされる。港陽は、ライブドアの前身となるオン・ザ・エッヂ時代から監査を担当していた。特に粉飾決算を承認した点に絡んで、検察当局の捜査を受けたことにより契約先企業の監査業務を遂行できなくなったとされている。同法人は、上場企業8社（次節参照）の監査を担当していたが、契約解除について合意した。

## 過去に港陽との監査契約を結んでいた法人
- ライブドアマーケティング（現・メディアイノベーション） - 当時ライブドア持分法適用会社
- ターボリナックス - 東京北斗監査法人（現・仰星監査法人）に会計監査人を変更。 - 当時ライブドア完全子会社
- ドリームインキュベータ  - 新日本監査法人に会計監査人を変更。
- エイジア - あずさ監査法人に会計監査人を変更。
- インタートレード - 新日本有限責任監査法人に会計監査人を変更。
- 京三製作所 - 監査法人トーマツに会計監査人を変更。